# جسی فرانکلین
جسی فرانکلین (به انگلیسی: Jesse Franklin) سناتور سابق عضو حزب دموکرات-جمهوری‌خواه بود. وی در سال ۱۷۹۹ تا ۱۸۰۵ و ۱۸۰۷ تا ۱۸۱۳ میلادی سناتور ایالت کارولینای شمالی در سنای ایالات متحده آمریکا بود.